# Onthophagus insignicollis
Onthophagus insignicollis là một loài bọ cánh cứng trong họ Bọ hung (Scarabaeidae).